# Jalmari Rinne
Jalmari Rinne (13 de noviembre de 1893 - 24 de octubre de 1985) fue un actor teatral, cinematográfico y televisivo finlandés.

## Biografía

### Inicios
Su nombre completo era Jalmari Ivar Rinne, y nació en Asikkala, Finlandia, en el seno de una familia numerosa, con catorce hermanos algunos de los cuales fallecieron en su infancia. Dos de sus hermanos fueron los actores Einar Rinne y Joel Rinne. Sus padres eran Maria Sofia Karlsson y Johan Oskar Gröndahl, propietarios de una pequeña granja. Jalmari inició su formación en una escuela itinerante, cursando después cuatro años de estudios primarios. 
En su juventud vivió en Heinola y en Lahti, poblaciones en las que tuvo sus primeras experiencias teatrales. En el otoño de 1915 comenzó sus estudios teatrales en Helsinki. Su formación le permitió acudir a obras representadas en el Teatro Nacional de Finlandia, además de interpretar pequeños papeles. También consiguió una formación musical que le dio una buena base para posteriores actuaciones en operetas y obras musicales. Una de las personas que le dio clases fue Hilda Pihlajamäki, la cual tuvo especial cariño por Rinne.

### Carrera teatral
La carrera teatral profesional de Jalmari Rinne se inició en 1917 en el Teatro Tampere (Tampereen Teatteri), haciendo su primer papel en la obra The Playboy of the Western World. Sin embargo, con el inicio de la Guerra civil finlandesa en 1918, hubo de cerrar el Tampereen Teatteri, quedando Rinne bajo amenaza de la Guardia Roja, pues el Tampereen Teatterin era considerado de tendencia claramente blanca. 
En 1918 Rinne pasó al recién inaugurado teatro de Ida Aalberg en Helsinki, mudándose en la siguiente primavera al Teatro Kansan Näyttämö. Allí debutó con la obra de Adolf Paul Kaarina Maununtytär, encarnando a Erico XIV de Suecia. En esa época también visitó Víborg, una ciudad teatral más internacional que Helsinki. En el otoño de 1921 retornó al Tampereen Teatteriin, nuevamente abierto. En los veranos de 1922 y 1923 Rinne pasaba tiempo estudiando en Hanko a su actor favorito, Axel Ahlberg. En 1923 dejó el Tampereen Teatterista para viajar en gira con su amigo Jalmari Lahdensuo, haciéndose conocido por todo el país. 
En 1925 Rinne actuó junto a su esposa, Anni Aitto, en el Turun Suomalainen Teatteri, en Turku, interpretando obras como Daniel Hjort, Romeo y Julieta y La dama de las camelias. Rinne consideraba como los mejores años de su carrera los cuatro pasados en Turku. En otoño de 1929 volvió al Tampereen Teatteriin, donde trabajó como director, siendo su primera representación Unkarin mustalaisia. En ese teatro entabló amistad con los actores Toppo Elonperä, Kaarlo Angerkoski y Leo Lähteenmäki.
En 1932 Rinne y su familia se mudaron a Helsinki, pasando a trabajar en el Kansan Näyttämölle, donde actuó en operetas formando pareja con su amiga Eine Laine. Junto a su mujer actuó en la pieza escrita por Seere Salminen Lapsellinen pankinjohtaja, recibiendo ambos buenas críticas del periódico Helsingin Sanomat. 
Rinne pasó en 1936 al Teatro Nacional de Finlandia, intentando también tener actividades sindicales. Su primera obra en dicho teatro fue Miljoonaperijätär. Su trabajo más  destacado fue el papel de Angelo en Medida por medida, siendo muy alabado por la crítica. Otra pieza de William Shakespeare en la que actuó fue Julio César. Por su actividad sindical, fue despedido en 1948, debiendo ser readmitido a causa de la presión de los intérpretes del teatro. Rinne se retiró oficialmente del Teatro Nacional en 1963, siendo su última obra Äkäpussi. A pesar de ello, actuó en después en algunas ocasiones, como ocurrió con las piezas Tío Vania y Brotteruksen perhe. Celebró el 28 de noviembre de 1982 sus 65 años de carrera actuando en Näytelmä linnassa.

### Carrera cinematográfica
Su primer papel cinematográfico tuvo lugar en 1921 en la cinta muda Se parhaiten nauraa, joka viimeksi nauraa. Sin embargo, su carrera real en el cine no se inició hasta los años 1930 con Ne 45000 (1933) y Siltalan pehtoori (1934), actuando en esta última con Hanna Taini. Fue el segundo protagonista masculino en Kaikki rakastavat (1935), película que lanzó al estrellato a Ansa Ikonen. Nuevos actores como Tauno Palo, Unto Salminen, Kullervo Kalske, Eino Kaipainen y Joel Rinne, su hermano pequeño, hicieron que Jalmari Rinne debiera centrarse en la interpretación de personajes de reparto. En el año 1937 actuó y fue ayudante de dirección en Kuriton sukupolvi.
Durante la Segunda Guerra Mundial participó en el rodaje de varias películas patrióticas, entre ellas Helmikuun manifesti y Oi, kallis Suomenmaa. Otras producciones destacadas de esos años fueron Kulkurin valssi 1941) y Katariina ja Munkkiniemen kreivi (1943). Además, Rinne actuó en clásicos finlandeses como Katupeilin takana (1949) y Morsiusseppele (1954). Su papel en la comedia de época Katarina kaunis leski (1950), el de un docente, lo había interpretado anteriormente en la versión teatral. 
Jalmari Rinne y Ansa Ikonen trabajaron a menudo en las mismas producciones cinematográficas, aunque no coincidieron como protagonistas. En Kulkurin valssissa, incluso, no llegaron a compartir escenas. Sobre el escenario, en cambio, y en varias operetas, encarnaron a personajes amantes. 
La última película de Rinne, rodada en 1962, fue Älä nuolase..., actuando en la misma su hijo, Tommi Rinne. De las 65 películas de Jalmari Rinne, únicamente dos fueron en color : Nummisuutarit (1957) y Toivelauluja (1961).
Por su trayectoria, fue condecorado con la Medalla Pro Finlandia en 1948. Además, en 1968 recibió el título de Consejero de Teatro otorgado por el presidente de la República.

### Vida privada
Jalmari Rinne se casó con la actriz Anni Aitto en Oulu, donde vivían los padres de ella. A finales de 1925 tuvieron su primer hijo, Tommi Rinne. En 1929 nació su hija Tiina Rinne, y en la primavera de 1934 el hijo menor del matrimonio, Taneli Rinne.
En el Helsingin Kansanteatteri conoció en 1935 a la actriz Ansa Ikonen, veinte años menor que él. Iniciaron una relación sentimental, y Anni Aito volvió a Turku con sus hijos. La relación con Ansa Ikonen profundizó durante el rodaje de Kaikki rakastavat. La actriz quedó embarazada en 1939, y Rinne decidió divorciarse de Aitto. Se casaron el 29 de julio de 1939. El Día de la Independencia de su país, 6 de diciembre, nació Katriina Rinne, primera hija de Rinne y Ikonen. Su segunda hija, Marjata Rinne, nació en abril de 1945.
Jalmari Rinne falleció de un ataque de asma en Helsinki en octubre de 1985, a los 91 años de edad. Fue enterrado en el Cementerio de Hietaniemi, en Helsinki, en la tumba U22-9-2.

## Filmografía
- 1921 : Se parhaiten nauraa, joka viimeksi nauraa
- 1933 : Ne 45000
- 1934 : Siltalan pehtoori
- 1935 : Kaikki rakastavat
- 1937 : Kuriton sukupolvi
- 1937 : Kuin uni ja varjo
- 1937 : Koskenlaskijan morsian
- 1938 : Syyllisiäkö?
- 1938 : Rykmentin murheenkryyni
- 1938 : Nummisuutarit
- 1939 : Pikku pelimanni
- 1939 : Jumalan tuomio
- 1939 : Helmikuun manifesti
- 1939 : Halveksittu
- 1940 : SF-paraati
- 1940 : Serenaadi sotatorvella eli sotamies Paavosen tuurihousut
- 1940 : Runon kuningas ja muuttolintu
- 1940 : Oi, kallis Suomenmaa
- 1940 : Aatamin puvussa... ja vähän Eevankin
- 1941 : Perheen musta lammas
- 1941 : Kulkurin valssi
- 1942 : Suomisen Ollin tempaus
- 1942 : Rantasuon raatajat
- 1942 : Onni pyörii
- 1942 : Oi, aika vanha, kultainen...!
- 1942 : Avioliittoyhtiö
- 1942 : August järjestää kaiken
- 1943 : Yrjänän emännän synti
- 1943 : Tuomari Martta
- 1943 : Synnitön lankeemus
- 1943 : Katariina ja Munkkiniemen kreivi
- 1944 : Vaivaisukon morsian
- 1944 : Sylvi
- 1944 : Suomisen Olli rakastuu
- 1944 : Nainen on valttia
- 1945 : Suomisen Olli yllättää
- 1945 : Ristikon varjossa
- 1945 : Nokea ja kultaa
- 1945 : En ole kreivitär
- 1946 : Nuoruus sumussa
- 1946 : Kultainen kynttilänjalka
- 1946 : Kirkastuva sävel
- 1947 : Särkelä itte
- 1947 : Pikku-Matti maailmalla
- 1947 : Kultamitalivaimo
- 1948 : Onnen-Pekka
- 1948 : Laitakaupungin laulu
- 1949 : Ruma Elsa
- 1949 : Prinsessa Ruusunen
- 1949 : Pikku pelimannista viulun kuninkaaksi
- 1949 : Katupeilin takana
- 1949 : Jossain on railo
- 1949 : Isäntä soittaa hanuria
- 1950 : Maija löytää sävelen
- 1950 : Katarina kaunis leski
- 1950 : Isäpappa ja keltanokka
- 1951 : Vihaan sinua – rakas
- 1951 : Lakeuksien lukko
- 1952 : Yhden yön hinta
- 1952 : Kuollut mies kummittelee
- 1954 : Morsiusseppele
- 1957 : Nummisuutarit
- 1960 : Kankkulan kaivolla
- 1961 : Toivelauluja
- 1962 : Älä nuolase...